# Zolotoj Rog
Zolotoj Rog (Russisch: Золотой Рог; "Gouden Hoorn") is een bocht van de Baai van Peter de Grote in de Japanse Zee. De Russische stad Vladivostok ligt uitgespreid over beide oevers. De bocht wordt veel gebruikt om schepen af te meren. Langs de oevers bevinden zich handelscentra, vishavens en scheepswerven.

## Geografie
De bocht spreidt zich uit over een lengte van zeven kilometer en een breedte van ongeveer twee kilometer langs de noordelijke kust van de Oostelijke Bosporus tussen Kaap Tigrovy (Tijger) en Kaap Goldobina, ongeveer 1,2 zeemijlen ten oostnoordoosten daarvan. Aan noordwestzijde wordt de bocht begrensd door het schiereiland Sjkota. De diepte bedraagt 20 tot 27 meter aan de ingang en neemt af in de richting van de kust. De diepten bij de ankerplaatsen varieert tussen de 5,2 en 15,2 meter. De bodem is verzilt. De kusten waren van oorsprong heuvelachtig en rotsig, maar zijn kunstmatig geëgaliseerd en op plekken verlengd in de bocht om het aanleggen van schepen te vergemakkelijken. De oevers zijn ook bijna overal verstevigd met muren, waarlangs pieren en kades het water in steken. Over de lage kusten stroomt door een vallei het riviertje Objasnenia de bocht in.

## Hydrometeorologie
De bocht wordt van alle zijden beschermd tegen negatieve invloeden van de wind. Alleen bij storm heeft de wind er vrij spel. In de herfst en winter domineren langdurig aanhoudende winden vanuit het noorden en noordwesten, die droog en helder weer, alsook temperatuurdalingen en een verhoging van de luchtdruk meebrengen. De windsnelheden kunnen in deze jaargetijden oplopen tot meer dan 8 meter per seconde. In de zomer blaast de wind met name vanuit het zuiden en zuidoosten. Het is er dan vaak regenachtig of mistig. In de lente en zomer blaast de wind veel minder hard. Tussen april en augustus komt mist voor in de bocht. Met name in juni en juli gebeurt dit vaak. Meestal komt de mist mee met de wind vanuit zuidoostelijke richting, die de mist meevoert vanuit de Oessoeribaai. Bij kalm weer komt veel minder mist voor.
Het getij is onregelmatig tweedagelijks.

## Geschiedenis
De Baai van Peter de Grote raakte bekend in Europa in 1852, toen een Franse walvisvaarder er overwinterde. Volgens sommige bronnen verbleef hij in 1851 ook in de Zolotoj Rog. In 1856 deed het schip Winchester van het Engels-Franse eskader dat zocht naar een Russisch eskader tijdens de Krimoorlog de bocht aan. In die tijd stond de bocht bekend onder een Chinese naam met de betekenis 'bocht van de gouden zeekomkommer'. De Britten gaven de bocht de naam 'Port May'. In 1859 voer de Russische gouverneur-generaal Nikolaj Moeravjov-Amoerski de bocht en vond dat deze wel wat weg had van de Gouden Hoorn van Istanboel en hij stelde voor om de bocht daarnaar te vernoemen. Op zijn bevel werd ook Vladivostok ("Heerser over het oosten"; eveneens zijn naamsvoorstel) als militaire post op de oever gesticht.

## Ecologie
De bocht ligt in het centrum van Vladivostok en wordt intensief gebruikt door de stad. Langs vrijwel de gehele kust liggen aanlegplaatsen voor schepen. Vladivostok's zeehaven, vishaven, delen van de Russische Pacifische Vloot en de scheepsreparatiewerf Dalzavod bevinden zich er. Doordat er weinig aandacht aan het milieu wordt besteed door de stedelijke autoriteiten, is de ecologische situatie er zeer slecht. Aan het wateroppervlak drijven rommel en resten van olieproducten. Aangenomen wordt dat het biologische leven in de bocht zo goed als dood is. De bouw van een warmtecentrale (TETS-2) heeft er verder voor gezorgd dat het water zelfs bij de sterkste vorst niet meer kan bevriezen.